# Grete Rönnfeldt
Grete Rönnfeldt (geborene Grete Borchert; * 6. November 1901; † 1981) war eine deutsche Gerechte unter den Völkern.

## Leben
Grete Borchert arbeitete von 1925 bis 1927 als Kindermädchen in Berlin. Sie betreute den 1924 geborenen Sohn Harry der jüdischen Familie Ernsthaft. Nach ihrer Heirat gab sie ihre Stellung auf, bekam drei Töchter und lebte mit ihrer Familie in der Gothaerstraße in Neuenhagen bei Berlin. Mit der Familie Ernsthaft blieb sie auch in der Zeit des Nationalsozialismus in Kontakt. Ihr Mann wurde  während des Zweiten Weltkriegs als Soldat eingezogen.
Als die Familie Ernsthaft 1943 nach Polen deportiert werden sollte, wandte sich Lilli Ernsthaft, die Mutter von Harry Ernsthaft, mit der Bitte um Hilfe an Grete Rönnfeldt. Der inzwischen 18 Jahre alte Harry Ernsthaft war untergetaucht und lebte bei einem Kusin seines Vaters, der sogenannter Halbjude war und noch von der Deportation verschont wurde, doch wurde die Situation in Berlin zunehmend gefährlicher für Harry Ernsthaft. Grete Rönnfeldts Mann war zu dieser Zeit zu Hause auf Urlaub, sie weihte ihn ein. Am nächsten Tag erhielt Lilli Ernsthaft ein Telegramm mit dem Wort „selbstverständlich“.
Harry Ernsthaft zog zu den Rönnfeldts in deren Einfamilienhaus in der Gothaerstraße in Neuenhagen. Die Töchter nannten ihn „Onkel Harry“ und wurden stets ermahnt, nichts über seine Anwesenheit im Haus zu erzählen. Er blieb bei der Familie bis zum Ende des Kriegs und wanderte 1956 in die USA aus.
2003 wurde Grete Rönnfeldt postum als Gerechte unter den Völkern anerkannt.